# Martin Maleschka
Martin Maleschka (* 1. Mai 1982 in Eisenhüttenstadt) ist ein deutscher Architekt, Autor, Journalist, Fotograf, Kurator und Installationskünstler, der in Eisenhüttenstadt lebt und arbeitet.

## Leben und Werk
An der BTU Cottbus Senftenberg studierte Maleschka das Fach Architektur, doch er begann sich schon 2005 – während des Studiums – auf Fotografie zu spezialisieren. Seitdem fotografiert Maleschka ausgiebig das bauliche Erbe der DDR. Seine Fotografien wurden in Ausstellungen in Eisenhüttenstadt, Berlin, Potsdam,  Erfurt, Jena, Weimar und London gezeigt.
2019 veröffentlichte Maleschka einen Band über Kunst am Bau in der DDR. Hierfür arbeitete er mit Thomas Topfstedt, Peer Pasternack und Luise Rellensmann zusammen: DDR. Baubezogene Kunst – Kunst im öffentlichen Raum 1950 bis 1990. 2021 erschien ein weiteres Buch von Maleschka: Architekturführer Eisenhüttenstadt. Maleschka selbst versteht sich als Botschafter, der für den kulturellen Wert des künstlerischen und gebauten Erbes der DDR wirbt. Dabei nimmt er eine bewusst unpolitische, ideologiefreie Position ein.
Im Kunsthaus Raskolnikow in Dresden wurde 2020 Maleschkas Rauminstallation Wohnmaschine 2.0 ausgestellt, wobei Maleschka für seine Installation Objekte aus der Sammlung des Dokumentationszentrum Alltagskultur der DDR in Eisenhüttenstadt verwendete. Er erstellt im Auftrag des Bundesministeriums für Wohnen, Stadtentwicklung und Bauwesen einen Katalog zur DDR-Baukunst. Maleschka schreibt regelmäßig zu Architekturthemen für die Berliner Zeitung. Für seine Heimatstadt Eisenhüttenstadt tritt er als Kulturbotschafter auf und sieht sich als „kultureller Motor“ der Stadt. Zudem organisiert er regelmäßig Ausstellungen und ist ein profilierter  Postkartensammler. Für seine Arbeit wurde er 2024 mit dem Deutschen Denkmalschutzpreis ausgezeichnet.
An dem Projekt „Garagenmanifest“ von Luise Rellensmann und Jens Casper beteiligte sich Martin Maleschka als Fotograf.
Im Rahmen der Veranstaltungen zur Kulturhauptstadt Chemnitz 2025 schuf Maleschka die Installation Ersatzteillager innerhalb des Projektes #3000Garagen.

## Publikationen
- DDR. Baubezogene Kunst – Kunst im öffentlichen Raum 1950 bis 1990. Berlin: DOM publishers, 2019, ISBN 978-3-86922-581-4
- Architekturführer Eisenhüttenstadt. Berlin: DOM publishers, 2021, ISBN 978-3-86922-094-9.